# فابيان كول
فابيان كول (29 أغسطس 1972 في فرنسا - ) (بالفرنسية: Fabien Cool)‏ هو سياسي ولاعب كرة قدم فرنسي في مركز حراسة المرمى. لعب مع نادي أوكسير ونادي غويونيون.

## وصلات خارجية
- فابيان كول على موقع رابطة كرة القدم الفرنسية للمحترفين (الإنجليزية)
- فابيان كول على موقع قاعدة بيانات كرة القدم.إي يو (الإنجليزية)